# T35 (Paralympics)
T35 und F35 sind Startklassen der paralympischen Sportarten für Sportler in der Leichtathletik. Zugehörigkeiten von Sportlern zu den beiden Startklassen sind wie folgt skizziert:
„Beeinträchtigung der Koordination (Hypertonus, Ataxie und Athetose). Mittlerer Grad der Lähmung in den unteren Extremitäten. Gute Funktion und minimale Beeinträchtigung der Arme und des Rumpfs. Muss laufen können, benötigt meist Bewegungshilfen. Gutes statisches Gleichgewicht. Dynamisches Gleichgewicht ist beeinträchtigt. Schwierigkeiten beim Laufen, bei Richtungswechseln, beim Stoppen.“
Die Klasseneinteilung kennzeichnet den wettbewerbsrelevanten Grad der funktionellen Behinderung eines Sportlers. Leichtathleten in den Klassen T33 – T38 und F31 – F38 gehören zu den „Koordinationsbeeinträchtigungen (Hypertonus, Ataxie, Athetose, Cerebralparese, Schlaganfall,  Schädel-Hirn-Trauma und Gleichgestellte)“. Niedrige Klassenziffern zeigen einen höheren Grad der Beeinträchtigung an als hohe Klassenziffern. Sportler mit den Klassenziffern 31–34 starten sitzend (Rollstuhl), Sportler mit den Klassenziffern 35–38 stehend.
- T35: Startklasse für Laufdisziplinen der Leichtathletik, in denen vor allem die Beinfunktionen wichtig sind,
- F35: Startklasse für Wurfdisziplinen in der Leichtathletik, in denen vor allem die Armfunktionen wichtig sind,
- es wird stehend gestartet,
- in Laufdisziplinen können T35-Athleten auf Startblöcke verzichten,
- in T35 eingeteilte Athleten mit großen Laufschwierigkeiten können auf eigenen Wunsch in die Klasse T34 wechseln.